# Giuseppe Cremascoli
Giuseppe Cremascoli (Lanciano, 10 febbraio 1883 – Tripoli, 9 aprile 1941) è stato un generale italiano veterano della Guerra italo-turca e della prima guerra mondiale, nell seconda guerra mondiale comandò la 27ª Divisione fanteria "Brescia" durante l'invasione dell'Egitto. Decorato con due Medaglie d'argento e una di bronzo al valor militare.

## Biografia
Nacque a Lanciano, provincia di Chieti, il 10 febbraio 1883. Nel 1904 si arruolò nel Regio Esercito, entrò come allievo nell'Regia Accademia Militare di Modena, da cui uscì con il grado di sottotenente, assegnato all'arma di fanteria, corpo degli alpini, il 5 settembre 1908, assegnato al 5º Reggimento alpini di stanza a Milano.
Con il grado di tenente prese parte alla guerra italo-turca, venendo decorato con la Medaglia di bronzo al valor militare e successivamente alla prima guerra mondiale, nei gradi di capitano e maggiore, venendo decorato con due Medaglie d'argento al valor militare.
Dopo un servizio come ufficiale di Stato maggiore, fu promosso colonnello il 30 novembre 1931, assumendo prima il comando del 231º Reggimento fanteria "Avellino" e poi quello del 6º Reggimento alpini.
Dal 1º luglio 1937 fu promosso generale di brigata ed assegnato,  quale vicecomandante, alla 27ª Divisione fanteria "Sila" a Catanzaro, assumendone successivamente il comando nel maggio 1939, quando fu ridenominata 27ª Divisione fanteria "Brescia" con la Riforma dell'esercito fortemente voluta dal generale Alberto Pariani, e conducendola quindi in Tripolitania (Africa Settentrionale Italiana) dove stabilì il suo Quartier generale a Zaulia.
Con l'inizio delle ostilità con la Francia e la Gran Bretagna, il 10 giugno 1940, nel frattempo promosso generale di divisione, continuò il suo comando alla divisione "Brescia", partecipando al tentativo di invasione dell'Egitto. Il 1º marzo 1941, con l'aggravarsi di una grave malattia, fu costretto a ricoverarsi presso l'ospedale di Tripoli e dovette esser sostituito dal generale Bortolo Zambon. Nonostante le cure decedette il seguente 9 aprile, e il suo corpo fu poi sepolto nel cimitero di Tripoli.

### Fonti
1. 1 2 3 4 5  Generals.